# Francis Preston Blair
Francis Preston Blair (Abingdon, Virginia 12 de abril de 1791 — Silver Spring, Maryland 18 de outubro de 1876) foi um  jornalista e político americano, foi também um dos fundadores do Partido Republicano em 1856.

## Inicio da vida
Blair nasceu em Abingdon, Virginia em 12 de abril de 1791. Ainda jovem mudou-se para o Kentucky, se formou na Universidade da Transilvânia em 1811.
Destacou-se em sua carreira no jornalismo em Frankfort, Kentucky. Foi casado com Eliza Violeta  Gist de 1812 até sua morte em 1876. Eles tiveram cinco filhos. Em 1836 adquire a Blair House para dar de presente a sua filha e a seu genro o capitão Samuel Phillips Lee.
Fundou em 1840 Silver Spring a 4° maior cidade de Maryland.

## Carreira
No inicio da carreira ele apoiou muitos democratas como Andrew Jackson de quem foi conselheiro, Martin Van Buren e Franklin Pierce, mas logo após ajudou a organizar o novo Partido Republicano, para fins claramente abolicionistas, presidiu a convenção preliminar  do partido em Pittsburgh, Pensilvânia, em fevereiro de 1856.
Blair queria John C. Frémont para presidente e o-apoiou na convenção de junho de 1856. Na convenção 1860, ele apoiou a nomeação de Edward Bates, como presidente. Quando ficou claro que Bates não seria candidato, em seguida, apoia a nomeação de Abraham Lincoln.
Tentou convencer os presidentes Abraham Lincoln e Jefferson Davis a negociarem a paz por meio de acordos entre o norte e o sul durante a guerra civil americana, porém suas tentativas resultaram na frustrada Conferência de Hampton Roads.
Blair ajudou muitos políticos democratas a votar sim na proposta de tornar a escravidão ilegal e fazendo possível a alteração da 13° emenda.
Sulista, conservador e democrata histórico vivia um dilema idealista para com o próprio partido, após a 13°emenda rompe com os republicanos e une-se aos democratas, ele não concordou com a política de reconstrução do país após a guerra, planejava ver o país unido novamente como antes do conflito, porém isto não ocorreu.
Seu filho Francis Preston Blair Jr foi senador e candidato a vice-presidente pelo Partido Democrata em 1868.

## Morte
Morreu dia 18 de Outubro de 1876 em Silver Spring, Maryland de causas naturais, aos 85 anos. Mais tarde ele foi enterrado no Cemitério Rock Creek, em Washington DC.
Sua esposa, Eliza, morreu em 5 de julho de 1877, um ano após sua morte.

## Representações na Cultura
No filme Lincoln (2012) de Steven Spielberg ele é interpretado pelo ator Hal Holbrook.
A cidade de Blairsville na Georgia é nomeada em sua Homenagem.